# Tonya Paulsson
Tonya Paulsson, född 28 augusti 2003 i Malmö är en svensk gymnast som tidigare tävlat för det svenska landslaget men som i november 2024 valt att byta till taiwanesiska landslaget.

## Karriär
Paulsson tog guld i barr vid de nordiska mästerskapen för juniorer 2017 och 2018. Hon har även tagit guld vid de svenska mästerskapen. Hon har även tävlat på ungdoms-OS 2018 där hon kvalificerade för grenfinalen i barr.
I november 2024 meddelade Paulsson att hon valt att byta från det svenska till det taiwanesiska landslaget. Hon motiverade sitt beslut med "Jag känner inget förtroende för det svenska landslaget och känner inte att de vill satsa på mig. Därför har jag tagit detta beslut och vill ge mig själv de bästa förutsättningarna för att uppfylla mina drömmar och mål."
Vid sommaruniversiaden 2025 tog hon brons i damernas mångkamp.